# Danny Jonasson
Danny Jonasson (født 1. oktober 1974 i Hørsholm) er en dansk tidligere cykelrytter. Han har deltaget i Vuelta a España for Rabobank. Han har også kørt for Team CSC og Team Fakta.
Han var et stort talent, og da han i 2002 deltog i Giro d'italia var han udset som kaptajn sammen med Tyler Hamilton.